# كبوتري (قيلاب)
کبوتري (بالفارسية: کبوتری) هي قرية تقع في قسم قيلاب الريفي، بمقاطعة أنديمشك التابعة لمحافظة خوزستان، إيران. يقدر عدد سكانها بـ 24 نسمة حسب الإحصاء السكاني الذي تمّ في عام 2006.